# John Cornelius (martyr)
Pour les articles homonymes, voir O’Mahony.
John Cornelius (ou John Conor O’Mahony), né en Cornouailles en 1557 et mort à Dorchester le 4 juillet 1594, est un prêtre anglais devenu jésuite dans sa prison mort (exécuté) pour son attachement à la foi catholique et fidélité au Saint-Siège.

## Biographie

### Jeunesse et formation
Né en Cornouailles dans une famille catholique d'origine irlandaise, sa famille est au service de la famille Arundell, une famille anglaise demeurée fidèle à l'Église catholique. John Arundell semble s'être pris d'affection pour John Cornelius dès son plus jeune âge. C'est la famille Arundell qui lui permet d'aller étudier au Exeter College d'Oxford. Nourrissant la vocation de prêtre, c'est encore la famille Arundell qui s'organise pour le faire partir sur le continent. Tout d'abord inscrit au collège anglais de Douai alors délocalisé sur Reims, il poursuit sa formation au Collège anglais de Rome à partir de 1580. Ordonné prêtre catholique en 1584 il revient secrètement en Angleterre.

### Retour en Angleterre - Arrestation
Une fois de plus encore la famille Arundell le cache et lui permet pendant près de 10 ans d'exercer son ministère auprès des catholiques de la région. En tant que chapelain de la famille il convainc la femme de John Arundell Dorothy Arundell, au décès de celui-ci, de tout quitter, se rendre sur le continent et de se faire nonne. En 1594 il est arrêté à la suite d'une dénonciation. Il aurait été dénoncé par un domestique de la famille Arundell voulant se venger de lui. Il est enfermé au château de Chideock (de). Un certain Thomas Bosgrave, un neveu de John Arundell alors présent lors de son arrestation tente de l'aider et d'empêcher la police de l'appréhender. Il est alors arrêté et emprisonné à son tour. Par la même occasion John Carey et Patrick Salmon eux aussi domestiques de la famille Arundell sont emprisonnés. D'origine irlandaise ils sont soupçonnés (à raison) d'être catholiques.

### Condamnation et exécution
John Cornelius est envoyé à Londres pour y être interrogé. On cherche à lui faire avouer d'autres noms de prêtres catholiques clandestins ainsi que leurs aides. Il est ensuite renvoyé à Dorchester pour y être jugé. Il est reconnu coupable de haute trahison et condamné à mort. Avec lui Thomas Bosgrave, John Carey et Patrick Salmon sont aussi condamnés à la potence. En prison John Cornelius demande à être reçu dans la Compagnie de Jésus. Les circonstances de sa demande et de son acceptation ne sont pas claires. Néanmoins aujourd'hui encore les jésuites le considèrent comme un des leurs. John Cornelius subit la peine réservée aux traîtres à savoir être pendu, traîné sur une claie jusqu'à la potence et mis en quart. Ensemble ils furent appelés les Martyrs de Chideock.

### Sa vénération
Béatifié par Pie XI en 1929, il est liturgiquement commémoré le 4 juillet. Il est aussi compté parmi les martyrs de Douai et les cent sept martyrs d'Angleterre et du pays de Galles